# 南极光眼虫
南极光眼虫（学名：Actinomma antarcticum）为星球虫科光眼虫属的动物。分布于南极及邻近海区、印度洋以及中国东海等海域。其种加词“antarcticum”意为“南极的”。